# Latarnia morska w Talacre
Latarnia morska w Talacre (ang. Talacre Lighthouse lub Point of Ayr Lighthouse) – nieczynna latarnia morska położona na cyplu Point of Ayr, w Talacre, Flintshire, Walia. Jest to najdalej na północ położony punkt lądowej części Walii.
Została wybudowana w wyniku decyzji kupców portu w Chester, miesiąc po tym jak w 1775 roku dwa statki przewożące 200 osób i ładunki towaru warte tysiące funtów weszły na mieliznę. Latarnię zbudowano z cegieł za cenę 349 funtów. Pierwszy latarnik zarabiał 16 gwinei.
Początkowo za źródło światła służyły lampy oliwne, po pewnym czasie zastąpione świeczkami i mechanizmem luster. W 1816 zamontowano lampę olejową z palnikiem Arganda, który dziesięciokrotnie zwiększył moc światła.
W wyniku niszczącej działalności morza latarnia zawaliła się w 1818. Nowy budynek zaprojektował i zbudował w 1819 Robert Stevenson. Został on pomalowany w biało-czerwone pasy. Latarnię wygaszono w 1844 zastępując stawą świetlną a w 1883 - latarniowcem. 
Od tego czasu kilkakrotnie zmieniała właściciela. W 1988 była oferowana jako pięciopiętrowa nieruchomość za 15 tysięcy funtów.
Znajduje się na liście zabytków Walii z numerem 460(5).
W sierpniu 2009 właściciele latarni złożyli podanie o możliwość zamontowania dwumetrowej rzeźby ducha latarnika na zewnętrznym balkonie latarni.